# Leave It Alone (NOFX)
Leave It Alone è un singolo 7" pubblicato dalla punk rock band NOFX nel 1995. La canzone Drugs Are Good è stata in seguito inclusa nella raccolta 45 or 46 Songs That Weren't Good Enough to Go on Our Other Records.

## Tracce

### Lato A
1. Leave It Alone - 2:07
2. Don't Call Me White - 2:35

### Lato B
1. Soul Doubt (live) - 2:44
2. Drugs Are Good - 2:22

## Formazione
- Fat Mike - basso e voce
- El Hefe - chitarra e voce
- Eric Melvin - chitarra
- Erik Sandin - batteria